# 10712 Малащук
10712 Малащу́к (10712 Malashchuk) — астероїд головного поясу, відкритий 20 жовтня 1982 року.
Названо на честь Малащук Валентини Михайлівни (1947), співробітниці Кримської астрофізичної обсерваторії.
Тіссеранів параметр щодо Юпітера — 3,510.